# Pensieri (Leopardi)
I Pensieri sono una raccolta di 111 considerazioni di Giacomo Leopardi, in cui si ritrovano, come nello Zibaldone, molte affermazioni poetiche e filosofiche.

## Contenuto
(Giacomo Leopardi, Pensieri, incipit)
Diversamente dallo Zibaldone, che restò sempre un brogliaccio privato e molto vario, la raccolta è espressamente ordinata per essere pubblicata. Negli ultimi anni di vita (forse tra il 1831 e il 1835), con l'aiuto dell'amico Antonio Ranieri, il poeta compose questa scelta di aforismi di varia estensione, ma complessivamente brevi, in cui si manifesta una sintesi delle convinzioni dell'autore sull'uomo e sulla società. Non mancano tracce autobiografiche, come nel pensiero LXXXII sul valore esistenziale dell'esperienza amorosa.
L'autografo, cioè il testo manoscritto lasciato da Leopardi, nel 1845 venne trascritto da Antonio Ranieri e spedito all'editore Le Monnier, perché anche tale libro fosse incluso nelle opere che l'editore franco-fiorentino stava preparando. La trascrizione del Ranieri è frettolosa e sciatta, e contiene variazioni al testo, alcune certamente volute, altre forse involontarie.
Qui Leopardi afferma che "la morte non è male poiché libera l'uomo da tutti i mali, e insieme coi beni gli toglie i desideri" (Pensieri, VI). Il motivo della morte come liberazione ritorna ad esempio anche nelle Operette morali, nel Dialogo di Federico Ruysch e delle sue mummie. La noia è invece un sentimento proprio dei grandi spiriti: solo coloro che hanno una spiritualità molto profonda possono constatare l'assoluta inadeguatezza della realtà e, con un cuore pronto alla speranza e all'entusiasmo, possono rinchiudersi in un atteggiamento di rifiuto e di distacco: "Perciò la noia è poco nota agli uomini di nessun momento, e pochissimo o nulla agli altri animali" (Pensieri, LXVIII).
Non è certo che la raccolta sia, secondo le intenzioni dell'autore, finita e completa, e tanto meno si sa se l'ordine, la disposizione e l'estensione finale dei pensieri seguano le sue volontà. Si sa, da una lettera all'amico filologo Louis de Sinner del 2 marzo 1837 che Leopardi vi stava lavorando (per grande parte estrapolando o rielaborando cose che aveva scritto nel suo Zibaldone), in vista di un'edizione delle proprie opere a Parigi, presso Baudry.Qui scrive che "Je veux publier in volume inédit de Pensées sur les caractères des hommes et sur leur conduite dans la Societé; mais je ne veux pas m'obliger de le donner au même libraire qui publiera le reste, si auparavant je n'ai pas vu di moins le premier volume imprimé, afin de pouvoir juger de l'exécution".

## Edizioni principali
- I Pensieri, a cura di Antonio Ranieri, in Opere, Le Monnier, Firenze 1845
- Le prose morali, a cura di Ildebrando Della Giovanna, Sansoni, Firenze 1895
- Scritti letterari, a cura di Giovanni Mestica, Le Monnier, Firenze 1924
- Le operette morali e i pensieri, a cura di Ireneo Sanesi, Sansoni, Firenze 1931
- Opere minori approvate, a cura di Francesco Moroncini, Cappelli, Bologna 1931. Edizione critica
- Pensieri, in Poesie e prose, a cura di Francesco Flora, Mondadori, Milano 1940
- Pensieri, a cura di Cesare Galimberti, Adelphi, Milano 1982
- Pensieri, a cura di Antonio Prete, Feltrinelli, Milano 1994
- Matteo Durante (a cura di), Pensieri, Firenze, Accademia della Crusca, 1998. Edizione critica.